# Acontia titania
Acontia titania là một loài bướm đêm trong họ Noctuidae.